# St. Aegidien (Frankenberg)

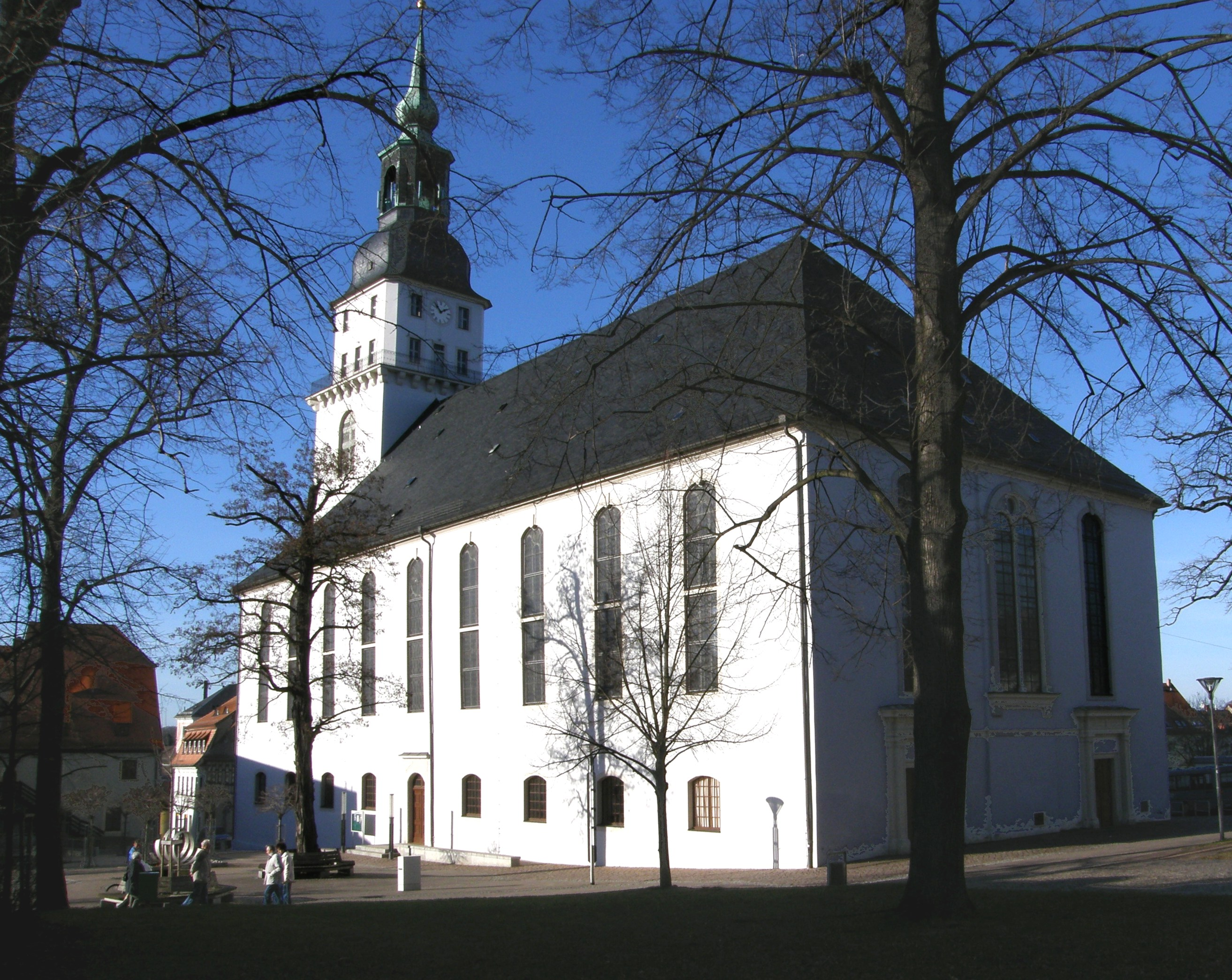
St. Aegidien (Frankenberg)

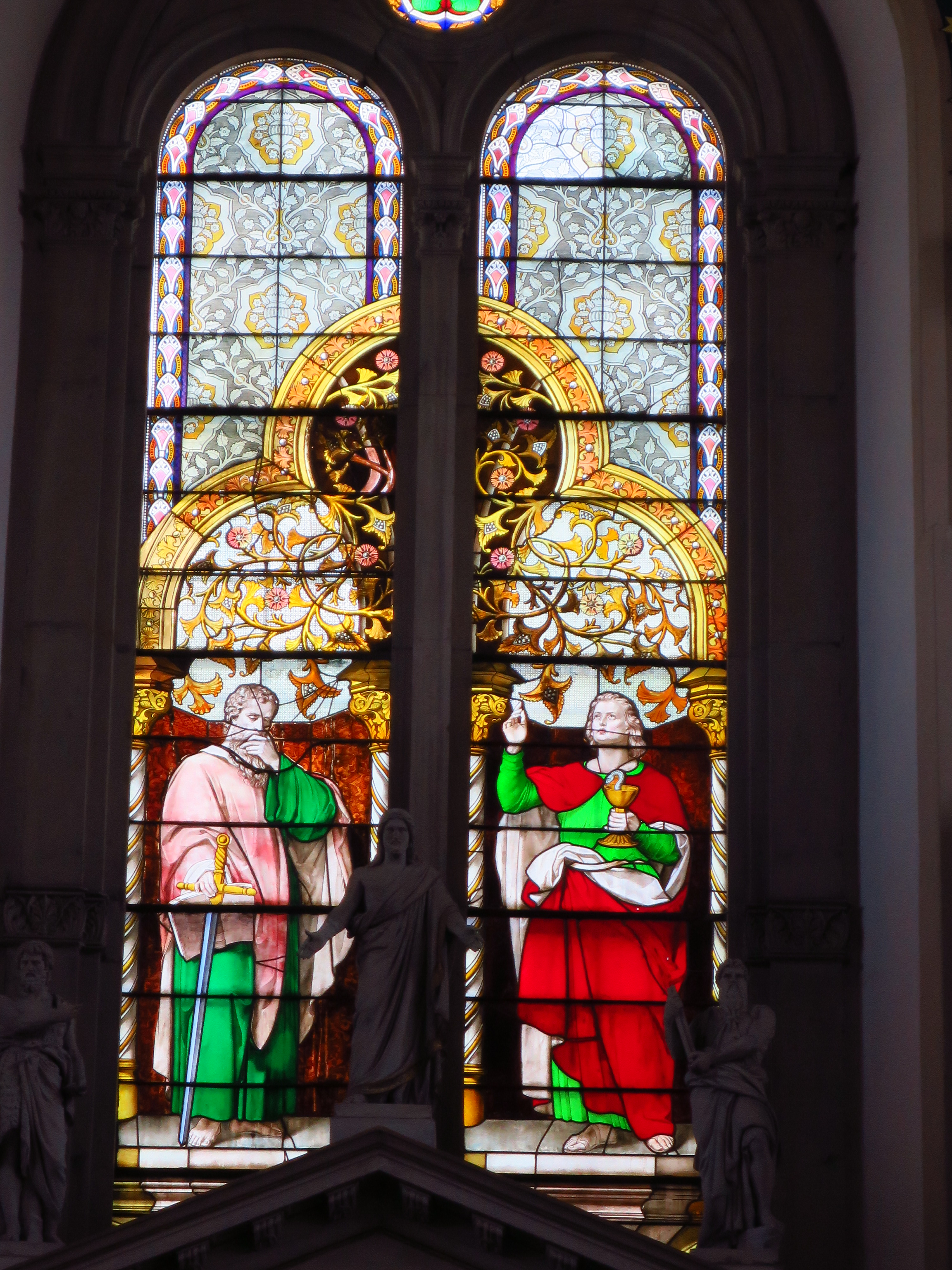
Glasfenster: Apostel Paulus; Johannes Evangelist

Die Stadtkirche St. Ägidien in Frankenberg/Sa. ist in ihrer heutigen Form ein barocker Neubau von 1741, der 1874 bis 1895 qualitätvoll erneuert wurde. Ein erster Vorgängerbau wird allerdings bereits 1373 erwähnt. Das nicht gesicherte Patrozinium des Heiligen Ägidius stammt vermutlich noch aus der Besiedlungszeit.
Nach dem Stadtbrand 1450 dürfte auch die Stadtkirche neu errichtet worden sein. 1739 musste sie wegen Baufälligkeit abgerissen werden. Den Neubau leitete Johann Gottlieb Ohndorff. Von diesem vielbeschäftigten Freiberger Ratsbaumeister haben sich bis heute Bauten in Freiberg, Gahlenz, Hohenstein-Ernstthal, Chemnitz und Zschopau erhalten.

## Architektur
Die Kirche zeigt überwiegend Formen des Barock, ergänzt um etwas Neuromanik (vor allem das fenster in der Mitte der Ostwand).
Der Unterbau des stadtbildprägenden Turmes entstand nach 1499, den oberen Teil stellte man nach dem Brand 1793/94 wieder her. Tiefgreifende Erneuerungen des Kircheninneren erfolgten 1844, 1875 und 1894/95. Bei diesen Baumaßnahmen wurde der Ohndorffsche Raumeindruck durch einen anderen ersetzt.
Der Innenraum ist eine Emporenhalle mit gedrückt rundbogigen Arkaden. Die Durchgängigkeit der Pfeiler vom Boden bis an die Decke ist betont. Das Mittelschiff hat eine mit Medaillons und langgestreckten Ornamenten bemalte Spiegeldecke, die Decken der Seitenschiffe und unter den beiden Eporengeschossen sind flach.

## Ausstattung
Die Orgel an der Westseite des Schiffes wurde von der Firma Kreutzbach und Sohn aus Borna gebaut. Das Kirchengestühl, der Sandsteinaltar und das Taufbecken entstanden im 19. Jahrhundert. Die Entwürfe für Orgelprospekt, Altar und Taufe lieferte Christian Friedrich Arnold aus Dresden. 1894 erfolgte durch die Dresdner Maler Emil Schulz und Adolf Morgenstern unter Beirat von Paul Herrmann, Dresden, die malerische Erneuerung des Innenraums. Die vom Niederbobritzscher Kunsttischler Fritzsche gebaute Kanzel basiert auf Entwürfen von Herrmann. Das Altarbild von 1895 schuf Karl Gottlob Schönherr, von dem auch die Entwürfe für die Farbglasfenster stammen. Das heutige Erscheinungsbild des Innenraumes wird damit durch die Eingriffe des Semperschülers Arnold und die Ausmalung aus dem Jahr 1894 geprägt. „Die Ausstattungsstücke ergänzen die Raumkomposition glücklich, so dass der Innenraum ein hervorragendes Beispiel des Gestaltungswillens aus der 2. Hälfte des 19. Jahrhunderts darstellt.“ Der Kirche und der Ausstattung kommt demnach eine große künstlerische bzw. baugeschichtliche sowie eine große ortsgeschichtliche Bedeutung zu.
Das Gebäude und seine Ausstattung ist in der Denkmalliste Sachsen unter der ID 09244203 verzeichnet.